# Karw (województwo zachodniopomorskie)
Karw (niem. Karwitzer Mühle) – mała osada w Polsce położona w województwie zachodniopomorskim, w powiecie sławieńskim, w gminie Malechowo (w latach 1975-1998 położona w województwie koszalińskim).